# Sankt Lars sjukhuskyrka
Sankt Lars sjukhuskyrka var en sjukhuskyrka på Sankt Lars-området i södra Lund. Den togs i bruk 1983 och var inrymd i en restaurerad ekonomibyggnad, hus B 15. Den ersatte en tidigare sjukhuskyrka från 1879, eftersom den inte var handikappanpassad.
Av kyrkans inventarier kan nämnas två altarljusstakar av tenn som var tillverkade 1768. De hade tidigare stått i Helgeandshuset vid Stora Södergatan.
Det fanns ett gyllengult 1900-tals krucifix utfört av konstnären Ivar Björk.
Området är uppkallat efter Lunds skyddshelgon Sankt Laurentius och är omringat av den grönskande Sankt Lars-parken. Här fanns tidigare Lunds hospital, som upprättades i slutet av 1800-talet i samband med att Malmö hospital avvecklades.
I samband med vårdreformer i mitten av 1990-talet sålde Landstinget dåvarande Sankt Lars och Sankt Lars-parken till fastighetsbolaget Realia, vilket öppnade upp för andra verksamheter att etablera sig i området, vilket även ledde till att Sankt Lars sjukhuskyrka upphörde. År 2005 tog Hemsö över Realia och därmed även Sankt Lars-området.